# Дортмунд-Емс-канал
Дортмунд-Емс-канал (нім. Dortmund-Ems-Kanal (DEK)) — канал у Німеччині, з'єднує річковий порт міста Дортмунд і місто Емден. Довжина каналу складає 269 км
Канал був відкритий в 1899 році.
У міста Даттельн канал з'єднується з трьома іншими:
- Канал Даттельн-Хамм
- Канал Везель-Даттельн
- Канал Рейн-Херне

Біля міста Герстель з'єднується із Середньонімецьким каналом.

## Населені пункти на каналі
Дортмунд — Вальтроп — Даттельн — Ольфен — Людінггаузен — Зенден — Мюнстер — Грефен — Іббенбюрен — Герстель — Райне — Емсбюрен — Лінген — Гесте — Меппен — Гарен — Фрезенбург — Дерпен — Реде — Папенбург — Венер — Геде — Лее — Емден.

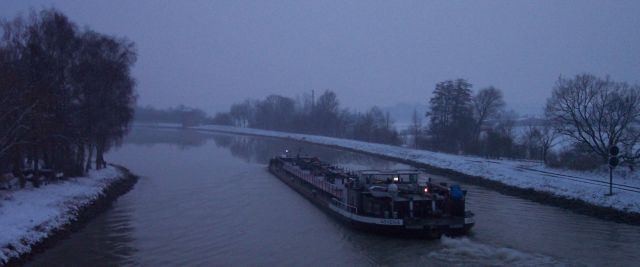